# 湾沟门乡
湾沟门乡，是中华人民共和国河北省承德市隆化县下辖的一个乡镇级行政单位。

## 行政区划
湾沟门乡下辖以下地区：
湾沟门村、沙金堆村、大坝沟村、四道沟村、苇塘沟村、南北沟村、赵小斯沟村、大西台村、娘娘庙村、东底沟村和茶棚村。